# Llista d'asteroides/168601-168700
| Nom      | Designació provisional | Data de descobriment | Lloc de descobriment | Descobridor/s                                |
| -------- | ---------------------- | -------------------- | -------------------- | -------------------------------------------- |
| 168601 - | 2000 AD74              | 5 de gener de 2000   | Socorro              | LINEAR                                       |
| 168602 - | 2000 AA88              | 5 de gener de 2000   | Socorro              | LINEAR                                       |
| 168603 - | 2000 AH126             | 5 de gener de 2000   | Socorro              | LINEAR                                       |
| 168604 - | 2000 AJ133             | 3 de gener de 2000   | Socorro              | LINEAR                                       |
| 168605 - | 2000 AG134             | 4 de gener de 2000   | Socorro              | LINEAR                                       |
| 168606 - | 2000 AS154             | 3 de gener de 2000   | Socorro              | LINEAR                                       |
| 168607 - | 2000 AV167             | 8 de gener de 2000   | Socorro              | LINEAR                                       |
| 168608 - | 2000 AA176             | 7 de gener de 2000   | Socorro              | LINEAR                                       |
| 168609 - | 2000 AO181             | 7 de gener de 2000   | Socorro              | LINEAR                                       |
| 168610 - | 2000 AD196             | 8 de gener de 2000   | Socorro              | LINEAR                                       |
| 168611 - | 2000 AJ214             | 6 de gener de 2000   | Kitt Peak            | Spacewatch                                   |
| 168612 - | 2000 AP229             | 3 de gener de 2000   | Kitt Peak            | Spacewatch                                   |
| 168613 - | 2000 AA246             | 7 de gener de 2000   | Mauna Kea            | D. J. Tholen, R. J. Whiteley                 |
| 168614 - | 2000 BW6               | 27 de gener de 2000  | Socorro              | LINEAR                                       |
| 168615 - | 2000 BC12              | 28 de gener de 2000  | Kitt Peak            | Spacewatch                                   |
| 168616 - | 2000 BN21              | 29 de gener de 2000  | Kitt Peak            | Spacewatch                                   |
| 168617 - | 2000 BH26              | 30 de gener de 2000  | Socorro              | LINEAR                                       |
| 168618 - | 2000 BT26              | 30 de gener de 2000  | Socorro              | LINEAR                                       |
| 168619 - | 2000 BB40              | 27 de gener de 2000  | Kitt Peak            | Spacewatch                                   |
| 168620 - | 2000 BD41              | 30 de gener de 2000  | Kitt Peak            | Spacewatch                                   |
| 168621 - | 2000 CD2               | 2 de febrer de 2000  | Oizumi               | T. Kobayashi                                 |
| 168622 - | 2000 CA14              | 2 de febrer de 2000  | Socorro              | LINEAR                                       |
| 168623 - | 2000 CU15              | 2 de febrer de 2000  | Socorro              | LINEAR                                       |
| 168624 - | 2000 CW22              | 2 de febrer de 2000  | Socorro              | LINEAR                                       |
| 168625 - | 2000 CN28              | 2 de febrer de 2000  | Socorro              | LINEAR                                       |
| 168626 - | 2000 CE55              | 3 de febrer de 2000  | Socorro              | LINEAR                                       |
| 168627 - | 2000 CO65              | 4 de febrer de 2000  | Socorro              | LINEAR                                       |
| 168628 - | 2000 CU66              | 6 de febrer de 2000  | Socorro              | LINEAR                                       |
| 168629 - | 2000 CB69              | 1 de febrer de 2000  | Kitt Peak            | Spacewatch                                   |
| 168630 - | 2000 CO83              | 4 de febrer de 2000  | Socorro              | LINEAR                                       |
| 168631 - | 2000 CG84              | 4 de febrer de 2000  | Socorro              | LINEAR                                       |
| 168632 - | 2000 CB88              | 4 de febrer de 2000  | Socorro              | LINEAR                                       |
| 168633 - | 2000 CE101             | 12 de febrer de 2000 | Kitt Peak            | Spacewatch                                   |
| 168634 - | 2000 CM101             | 15 de febrer de 2000 | Oaxaca               | J. M. Roe                                    |
| 168635 - | 2000 CU109             | 5 de febrer de 2000  | Kitt Peak            | M. W. Buie                                   |
| 168636 - | 2000 CV135             | 2 de febrer de 2000  | Kitt Peak            | Spacewatch                                   |
| 168637 - | 2000 CC137             | 4 de febrer de 2000  | Kitt Peak            | Spacewatch                                   |
| 168638 - | 2000 CH149             | 12 de febrer de 2000 | Apache Point         | SDSS                                         |
| 168639 - | 2000 DC9               | 26 de febrer de 2000 | Kitt Peak            | Spacewatch                                   |
| 168640 - | 2000 DM10              | 26 de febrer de 2000 | Kitt Peak            | Spacewatch                                   |
| 168641 - | 2000 DA11              | 26 de febrer de 2000 | Kitt Peak            | Spacewatch                                   |
| 168642 - | 2000 DT36              | 29 de febrer de 2000 | Socorro              | LINEAR                                       |
| 168643 - | 2000 DP40              | 29 de febrer de 2000 | Socorro              | LINEAR                                       |
| 168644 - | 2000 DY41              | 29 de febrer de 2000 | Socorro              | LINEAR                                       |
| 168645 - | 2000 DU48              | 29 de febrer de 2000 | Socorro              | LINEAR                                       |
| 168646 - | 2000 DE54              | 29 de febrer de 2000 | Socorro              | LINEAR                                       |
| 168647 - | 2000 DF54              | 29 de febrer de 2000 | Socorro              | LINEAR                                       |
| 168648 - | 2000 DZ56              | 29 de febrer de 2000 | Socorro              | LINEAR                                       |
| 168649 - | 2000 DD60              | 29 de febrer de 2000 | Socorro              | LINEAR                                       |
| 168650 - | 2000 DN63              | 29 de febrer de 2000 | Socorro              | LINEAR                                       |
| 168651 - | 2000 DL67              | 29 de febrer de 2000 | Socorro              | LINEAR                                       |
| 168652 - | 2000 DH68              | 29 de febrer de 2000 | Socorro              | LINEAR                                       |
| 168653 - | 2000 DJ82              | 28 de febrer de 2000 | Socorro              | LINEAR                                       |
| 168654 - | 2000 DP83              | 28 de febrer de 2000 | Socorro              | LINEAR                                       |
| 168655 - | 2000 DV84              | 29 de febrer de 2000 | Socorro              | LINEAR                                       |
| 168656 - | 2000 DV105             | 29 de febrer de 2000 | Socorro              | LINEAR                                       |
| 168657 - | 2000 ED10              | 3 de març de 2000    | Socorro              | LINEAR                                       |
| 168658 - | 2000 EK18              | 5 de març de 2000    | Socorro              | LINEAR                                       |
| 168659 - | 2000 EH22              | 3 de març de 2000    | Kitt Peak            | Spacewatch                                   |
| 168660 - | 2000 EN33              | 5 de març de 2000    | Socorro              | LINEAR                                       |
| 168661 - | 2000 EA53              | 3 de març de 2000    | Kitt Peak            | Spacewatch                                   |
| 168662 - | 2000 EH89              | 9 de març de 2000    | Socorro              | LINEAR                                       |
| 168663 - | 2000 EM104             | 15 de març de 2000   | Socorro              | LINEAR                                       |
| 168664 - | 2000 EC110             | 8 de març de 2000    | Haleakala            | NEAT                                         |
| 168665 - | 2000 EJ113             | 9 de març de 2000    | Haleakala            | NEAT                                         |
| 168666 - | 2000 EV118             | 11 de març de 2000   | Anderson Mesa        | LONEOS                                       |
| 168667 - | 2000 EF141             | 2 de març de 2000    | Kitt Peak            | Spacewatch                                   |
| 168668 - | 2000 EK149             | 5 de març de 2000    | Socorro              | LINEAR                                       |
| 168669 - | 2000 ED153             | 6 de març de 2000    | Haleakala            | NEAT                                         |
| 168670 - | 2000 ED164             | 3 de març de 2000    | Socorro              | LINEAR                                       |
| 168671 - | 2000 EH176             | 3 de març de 2000    | Kitt Peak            | Spacewatch                                   |
| 168672 - | 2000 EV181             | 4 de març de 2000    | Socorro              | LINEAR                                       |
| 168673 - | 2000 EX198             | 2 de març de 2000    | Kitt Peak            | Spacewatch                                   |
| 168674 - | 2000 FC                | 24 de març de 2000   | Prescott             | P. G. Comba                                  |
| 168675 - | 2000 FX1               | 25 de març de 2000   | Kitt Peak            | Spacewatch                                   |
| 168676 - | 2000 FN3               | 28 de març de 2000   | Socorro              | LINEAR                                       |
| 168677 - | 2000 FP4               | 27 de març de 2000   | Kitt Peak            | Spacewatch                                   |
| 168678 - | 2000 FC5               | 27 de març de 2000   | Kitt Peak            | Spacewatch                                   |
| 168679 - | 2000 FU7               | 27 de març de 2000   | Socorro              | LINEAR                                       |
| 168680 - | 2000 FU12              | 28 de març de 2000   | Socorro              | LINEAR                                       |
| 168681 - | 2000 FP19              | 29 de març de 2000   | Socorro              | LINEAR                                       |
| 168682 - | 2000 FN54              | 30 de març de 2000   | Kitt Peak            | Spacewatch                                   |
| 168683 - | 2000 FE69              | 27 de març de 2000   | Kitt Peak            | Spacewatch                                   |
| 168684 - | 2000 FD72              | 25 de març de 2000   | Kitt Peak            | Spacewatch                                   |
| 168685 - | 2000 GM12              | 5 d'abril de 2000    | Socorro              | LINEAR                                       |
| 168686 - | 2000 GH19              | 5 d'abril de 2000    | Socorro              | LINEAR                                       |
| 168687 - | 2000 GP19              | 5 d'abril de 2000    | Socorro              | LINEAR                                       |
| 168688 - | 2000 GN29              | 5 d'abril de 2000    | Socorro              | LINEAR                                       |
| 168689 - | 2000 GM30              | 5 d'abril de 2000    | Socorro              | LINEAR                                       |
| 168690 - | 2000 GL37              | 5 d'abril de 2000    | Socorro              | LINEAR                                       |
| 168691 - | 2000 GT46              | 5 d'abril de 2000    | Socorro              | LINEAR                                       |
| 168692 - | 2000 GY56              | 5 d'abril de 2000    | Socorro              | LINEAR                                       |
| 168693 - | 2000 GV59              | 5 d'abril de 2000    | Socorro              | LINEAR                                       |
| 168694 - | 2000 GN66              | 5 d'abril de 2000    | Socorro              | LINEAR                                       |
| 168695 - | 2000 GT118             | 3 d'abril de 2000    | Kitt Peak            | Spacewatch                                   |
| 168696 - | 2000 GY119             | 5 d'abril de 2000    | Kitt Peak            | Spacewatch                                   |
| 168697 - | 2000 GQ122             | 6 d'abril de 2000    | Bergisch Gladbach    | W. Bickel                                    |
| 168698 - | 2000 GX140             | 5 d'abril de 2000    | Anderson Mesa        | L. H. Wasserman                              |
| 168699 - | 2000 GO144             | 7 d'abril de 2000    | Kitt Peak            | Spacewatch                                   |
| 168700 - | 2000 GE147             | 2 d'abril de 2000    | Mauna Kea            | D. C. Jewitt, C. A. Trujillo, S. S. Sheppard |